# Wyżnia Przehyba
Wyżnia Przehyba (słow. Vyšná priehyba, 1982 m) – mało wybitny szczyt (właściwie garb) w głównej grani odnogi Krywania w słowackich Tatrach Wysokich. Od północno-wschodniej strony przechodzi w Garb Krywania, oddzielony Siodłem nad Przehybami (Sedlo nad priehybami). Jest szczytem zwornikowym; w południowo-wschodnim kierunku odchodzi od niego boczny, krótki grzbiet Krywańskiej Kopy (1767 m) oddzielony Krywańską Przehybą (Krivánska priehyba), od południowo-zachodniej strony sąsiaduje z Niżnią Przehybą (1779 m), wzniesienia te oddziela Siodło między Przehybami (Sedlo priehyb). Zachodnie stoki Wyżniej Przehyby opadają grzbietem do Doliny Koprowej. Po północnej stronie tego grzbietu znajduje się Szkaradny Żleb, po południowej Terianska dolina. Stoki wschodnie opadają do Wielkiego Żlebu Krywańskiego, prowadzi nimi zielony szlak turystyczny omijając wierzchołek Wyżniej Przehyby po wschodniej stronie. Od szlaku tego turyści wydeptali ścieżkę na podcięte urwiskiem Siodło nad Przehybami, skąd roztacza się widok na Dolinę Koprową.
Nazwa Przehyba jest myląca. Pierwotnie bowiem w języku słowackim słowo priehyba oznaczało ukształtowanie terenu podobne do przełęczy, np. płytką, rozległą przełęcz, wyrównanie terenu na grzbiecie czy polanę na grzbiecie górskim. Później dopiero na mapach i w literaturze błędnie przesunięto nazwę przehyba z tych formacji na sąsiedni szczyt (garb). Tak więc nazwa Wyżnia Przehyba nie ma nic wspólnego z oryginalnym ludowym nazewnictwem.
W rejonie Wyżniej Przehyby istniała dawniej jedna z Krywańskich Bani, czyli kopalni złota na Krywaniu. Jej wykonanie zlecił cesarz Maksymilian II Habsburg.

## Szlaki turystyczne
– zielony szlak od Trzech Źródeł przez Gronik, Niżnią i Wyżnią Przehybę do Rozdroża pod Krywaniem, stąd na Krywań niebieskim szlakiem. Czas przejścia 4:50 h, ↓ 3:45 h